# High Energy Stereoscopic System
High Energy Stereoscopic System (HESS) est un réseau de télescopes à imagerie Tcherenkov atmosphérique situé à Gamsberg en Namibie pour l'étude des rayons gamma entre quelques dizaines de giga-électronsvolts et quelques téra-électronsvolts. L'acronyme est choisi en l'honneur de Victor Franz Hess, qui découvre l'existence du rayonnement cosmique.
Le nom souligne également les deux principales caractéristiques de l'installation : l'observation simultanée de cascades de particules provoquées par les rayons gamma entrant dans l'atmosphère terrestre, sous différents angles de vue, et la combinaison de plusieurs télescopes en un seul système plus grand pour augmenter la surface effective de détection des rayons gamma. Le High Energy Stereoscopic System permet d'explorer les sources astronomiques qui émettent des rayons gamma, avec des intensités de quelques millièmes du flux de la nébuleuse du Crabe (première source détectée dans ce domaine d'énergie et qui sert de référence).

## Histoire
Le 15 octobre 2001, le CNRS et l'université de Namibie (UNAM) signent un mémorandum dans le but de promouvoir la coopération scientifique et technologique. Le premier des quatre télescopes de la Phase 1 du projet HESS est mis en opération dans le courant de l'été 2002. Le système à quatre télescopes est complété en décembre 2003.
En 2004, HESS est le premier réseau de télescopes à imagerie Tcherenkov atmosphérique à produire une image en deux dimensions d'une source étendue de rayons gamma (le rémanent de supernova RX J1713.7-3946, vraisemblablement issu de la supernova historique SN 393 ; les sources détectées précédemment sont toutes ponctuelles). En 2005, on[Qui ?] annonce que HESS détecte huit nouvelles sources de rayons gamma de hautes énergies, doublant ainsi le nombre de sources connues dans ce domaine. Deux de ces sources ne peuvent être assimilées à aucun objet connu comme un rémanent de supernova ou un pulsar. Ce résultat implique la possibilité d'une nouvelle physique et de l'existence d'un nouveau type d'objets « sombres ».
Un cinquième très grand télescope de 28 mètres de diamètre est construit au centre du réseau initial à quatre télescopes. C'est actuellement le plus grand télescope gamma au monde. Le nouveau réseau dénommé HESS II entre en fonction en juillet 2012. Le nouveau télescope peut détecter la lumière Cherenkov avec un temps d'exposition de quelques milliardièmes de secondes. Ses premiers résultats, rendus publics en juin 2014, conduisent en particulier à la découverte du pulsar de Vela, le deuxième pulsar après celui du Crabe à être détecté en rayons gamma de très hautes énergies.
En mai 2015, le HESS II livre ses premiers résultats : le dispositif enregistre plusieurs milliers de rayons gamma d’énergie autour de 30 GeV en provenance du pulsar de Vela. Ces observations permettent d'explorer l’intérieur même de la magnétosphère des pulsars. Sur la base de ces observations, l'Observatoire de Paris décide alors de bâtir un nouveau réseau - Cherenkov Telescope Array (CTA) - composé de deux sites et une centaine de télescopes prévu à l'horizon 2017-2018.

## Description

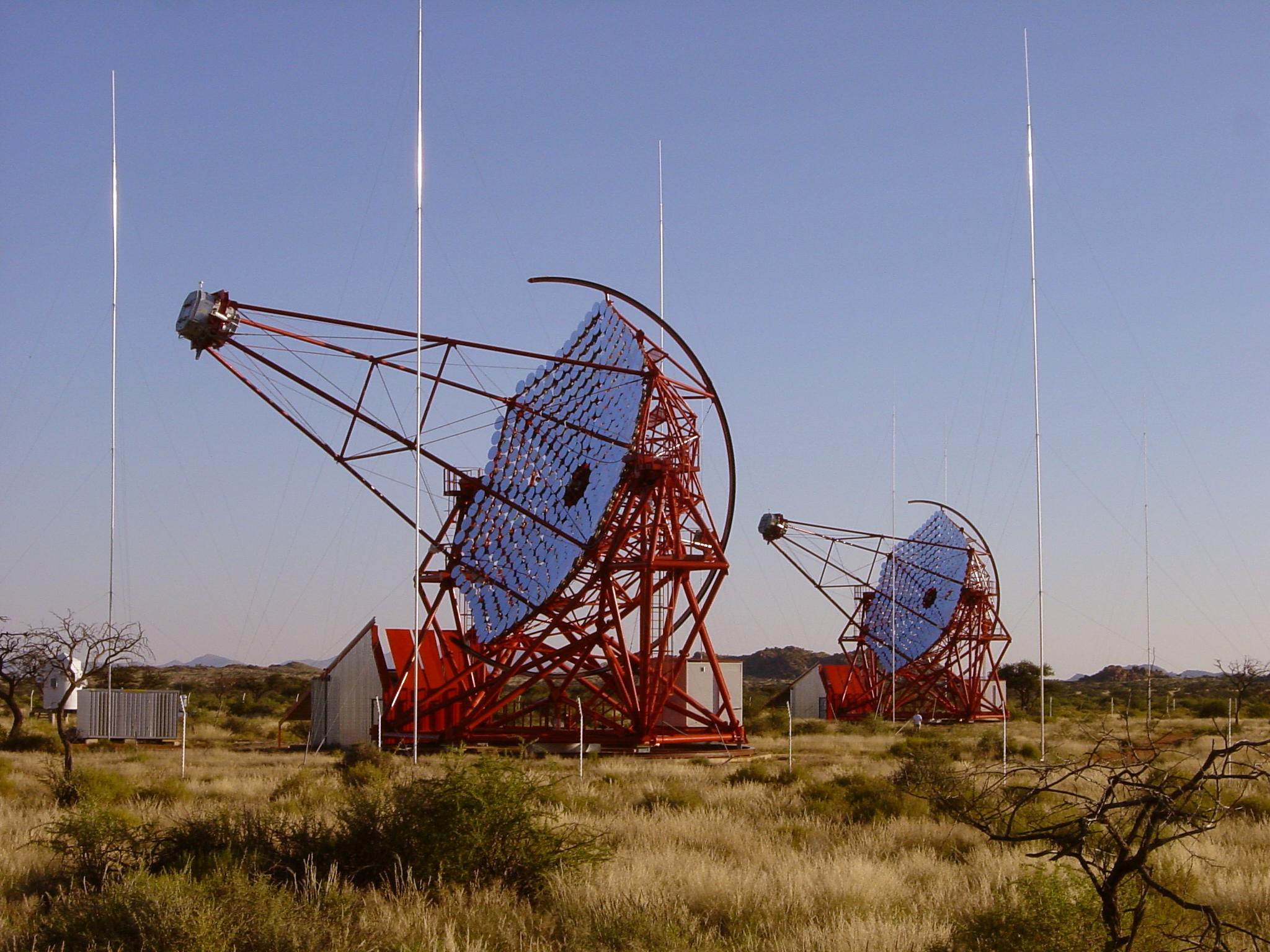
Les télescopes CT2 et CT3.

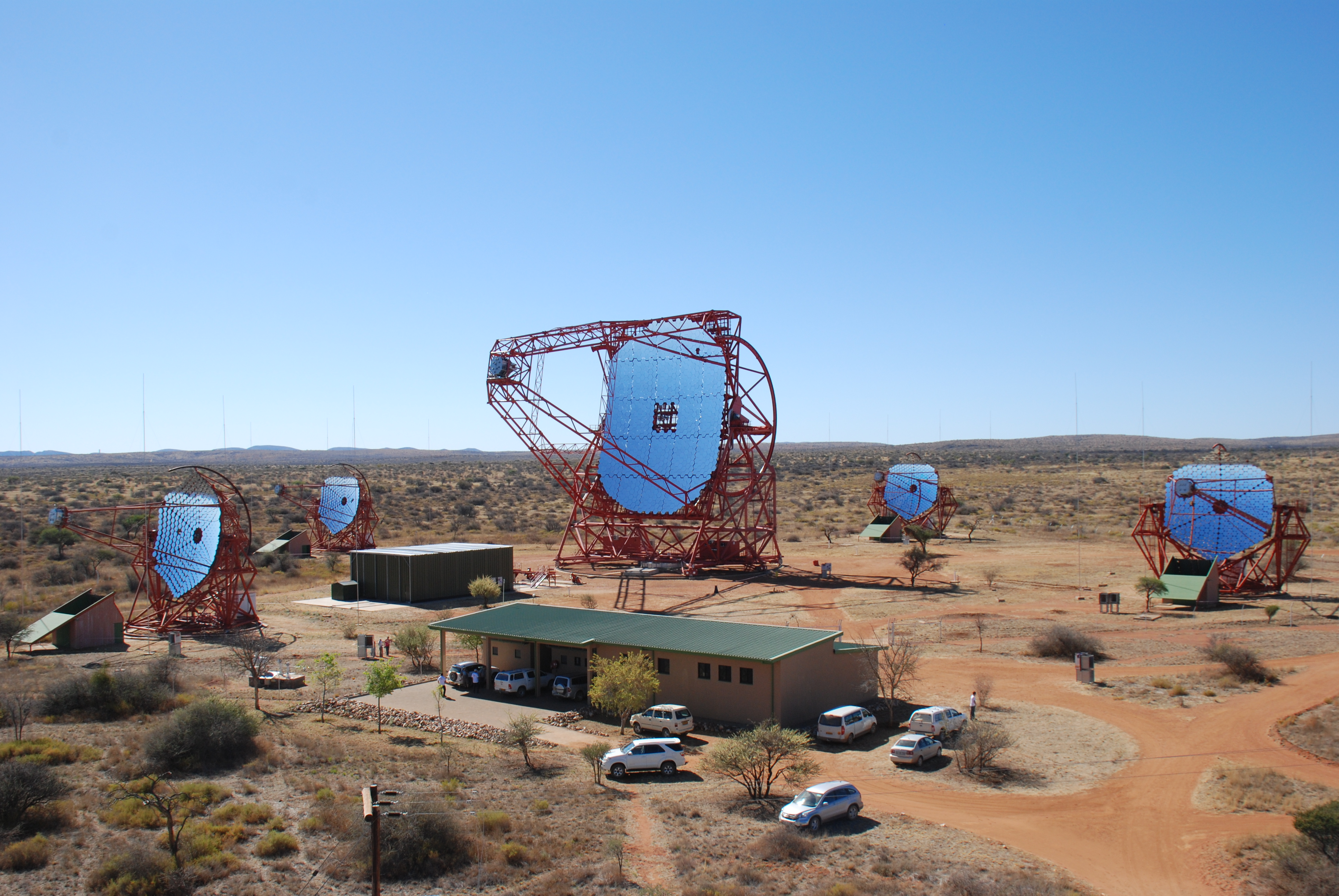
Les cinq télescopes du réseau HESS II.

HESS est situé en Namibie, près du Gamsberg, une région bien connue pour son excellente qualité optique. Le site est à 1 800 mètres d'altitude et à 150 kilomètres de Windhoek.
Le système HESS 2 est capable d’enregistrer jusqu’à un photon gamma de haute énergie par seconde. La caméra au centre du dispositif pèsent 800 kilogrammes et est conçue par des équipes françaises.
En 2012, le HESS est composé de 180 chercheurs travaillant pour 28 laboratoires de 12 pays différents (principalement France et Allemagne).
Laboratoires de recherche français impliqués :
- AstroParticule et Cosmologie.
- Institut de planétologie et d'astrophysique de Grenoble.
- Laboratoire d'Annecy de physique des particules
- Institut de recherche sur les lois fondamentales de l'univers.
- Laboratoire Leprince-Ringuet.
- Laboratoire de physique nucléaire et de hautes énergies.
- Laboratoire Univers et théories.